# ブロードワイヤレス
ブロードワイヤレス株式会社は、古河電工、住友電工、両社のアンテナ関連事業の共同出資会社。主に放送用アンテナ等の給電部品の開発・設計を行なっていた企業である。

## 事業内容
- 放送用アンテナ、固定通信用アンテナ等およびそれらのシステム構築に必要な給電部品、支持材、鉄塔、局舎等の開発、製造、販売、保守、工事及び輸出事業
- 移動体通信用基地局アンテナおよびそれらのシステム構築に必要な給電部品、支持材の開発、製造、販売、保守、工事及び輸出事業

## 事業所
- 本社所在地 - 神奈川県横浜市西区岡野二丁目5番1号
- 大阪事業所 - 大阪府大阪市此花区島屋一丁目1番3号
- 営業所／札幌、仙台、名古屋、広島、福岡